# Oxford (Verenigd Koninkrijk)
Oxford is een universiteitsstad en een district met de officiële titel van city, in het Engelse shire-graafschap (non-metropolitan county OF county) Oxfordshire, met 154.000 inwoners (2018). In tegenstelling tot de rivaal, Cambridge, is Oxford een stad met veel industrie, in het bijzonder autoproductie in de voorstad Cowley. In de stad (city) staat de Universiteit van Oxford en de nieuwere Oxford Brookes University.
Oxford wordt wel de "stad der dromerige spitsen" genoemd, een term die is gemunt door Matthew Arnold wegens de harmonische architectuur van de universiteitsgebouwen.
De naam Oxford betekent hetzelfde als Coevorden, Ochsenfurt en Bosporus: een voorde ("ford"), een doorwaadbare plaats in een rivier (in dit geval de Theems) waar boeren hun ossen ("oxen") konden laten oversteken.

## Geschiedenis
Oxford is ontstaan in de tijd van de Angelsaksen, en stond aanvankelijk bekend als Oxanforda. Het begin was de stichting van het Sint Frideswide nonnenklooster in de 8e eeuw. Oxford werd voor het eerst in schriftelijke bronnen vermeld in Angelsaksische kronieken van het jaar 912.
Oxford had vanaf 1075 een van de eerste joodse gemeenschappen in Engeland. Zij kwamen vanuit Normandië in het kielzog van Willem de Veroveraar, die de handel tussen zijn beide landen wilde stimuleren. Tussen 1170 en 1220 was de joodse gemeenschap uitgegroeid tot zo'n honderd mensen op een stadsbevolking van tweeduizend.
De Universiteit van Oxford is de oudste universiteit van Engeland; voor het eerst vermeld in de 12e eeuw. De eerste colleges van Oxford waren University College (1249), Balliol (1263), en Merton (1264).
De soms ongemakkelijke verhouding tussen town and gown (stad en toga) leidde in 1355 tot een vechtpartij waarin verscheidene universitaire studenten werden gedood (de Saint Scholastica Day Riot).
Hoewel in Oxford tijdens de Engelse Burgeroorlog in de 17e eeuw veel steun bestond voor de aanhangers van het parlement, werd de stad in 1642 het hoofdkwartier van koning Karel I van Engeland en zijn hof, nadat de koning uit Londen was verdreven. In 1646 gaf de stad echter toe aan de troepen van de Parliamentarians onder generaal Thomas Fairfax.
Vroeg in de 20e eeuw nam in Oxford zowel de industrie als de bevolking snel toe. Drukkerijen en uitgeverijen hadden zich in de jaren twintig een goede positie verworven. Ook begon in dat decennium de autoproductie door Morris Motor Company in Cowley ten zuidoosten van de stad, hetgeen voor werkgelegenheid zorgde waar veel jonge mannen uit met name Wales op af kwamen, waar voedselschaarste heerste door een reeks van misoogsten. In 1929 werden de plaatsen Headington en Risinghurst in het oosten geannexeerd door de gemeente.
De Oxford English Dictionary wordt uitgegeven door de Oxford University Press, de grootste universiteitsuitgeverij ter wereld, dat zich tegenover Somerville College bevindt.

## Civil parishesin district Oxford
Blackbird Leys, Littlemore, Old Marston, Risinghurst and Sandhills.

## Bezienswaardigheden
- Ashmolean Museum
- Bodleian Library
- Carfax Tower
- Kathedraal van Oxford
- Kerk van de Heilige Maagd Maria
- Clarendon gebouw (meermaals gebruikt als set voor film of televisie)
- The Oxford Story (thema rit)
- Oxford University Press
- De Theems (die in Oxford de Isis wordt genoemd) en de Cherwell
- Pitt Rivers Museum
- Radcliffe Camera (een van de gebouwen die naar John Radcliffe zijn vernoemd)
- Sheldonian theater
- University of Oxford Botanic Garden
- Universiteitsparken (tegenover Somerville College)

39 colleges, waaronder:
- Somerville College

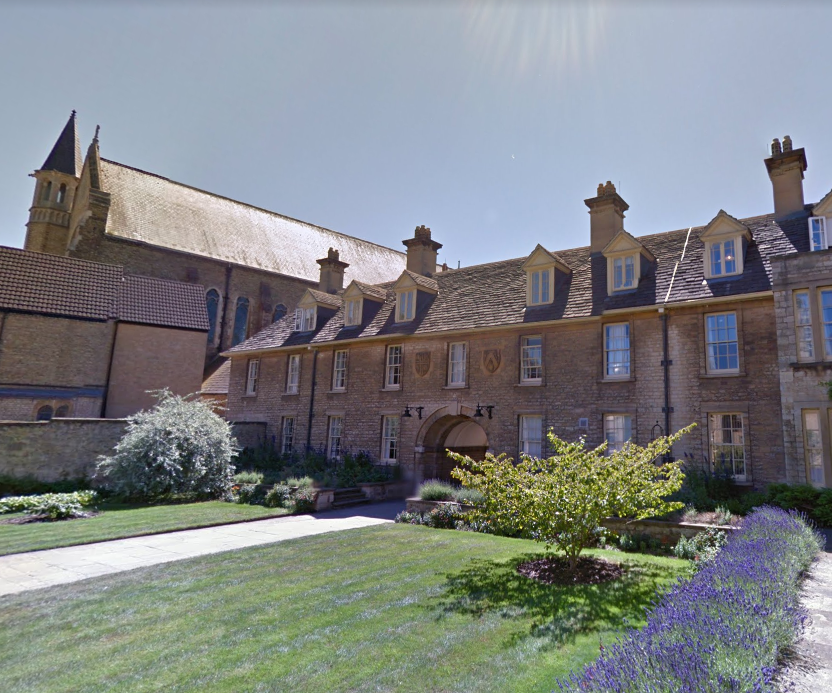
Somerville College

- New College (met een kapel en een tuin die werd gebruikt als filmlocatie in de Harry Potter-films)
- Balliol College
- Merton College
- Exeter College
- All Souls College
- Brasenose College
- Christ Church College
- Corpus Christi College
- Magdalen College
- Merton College
- Oriel College
- The Queen's College
- Green Templeton College
- Harris Manchester College
- Hertford College
- St Antony's College
- St Hilda's College
- St Catherine's College
- Trinity College
- Somerville College
- Worcester College

## Afbeeldingen

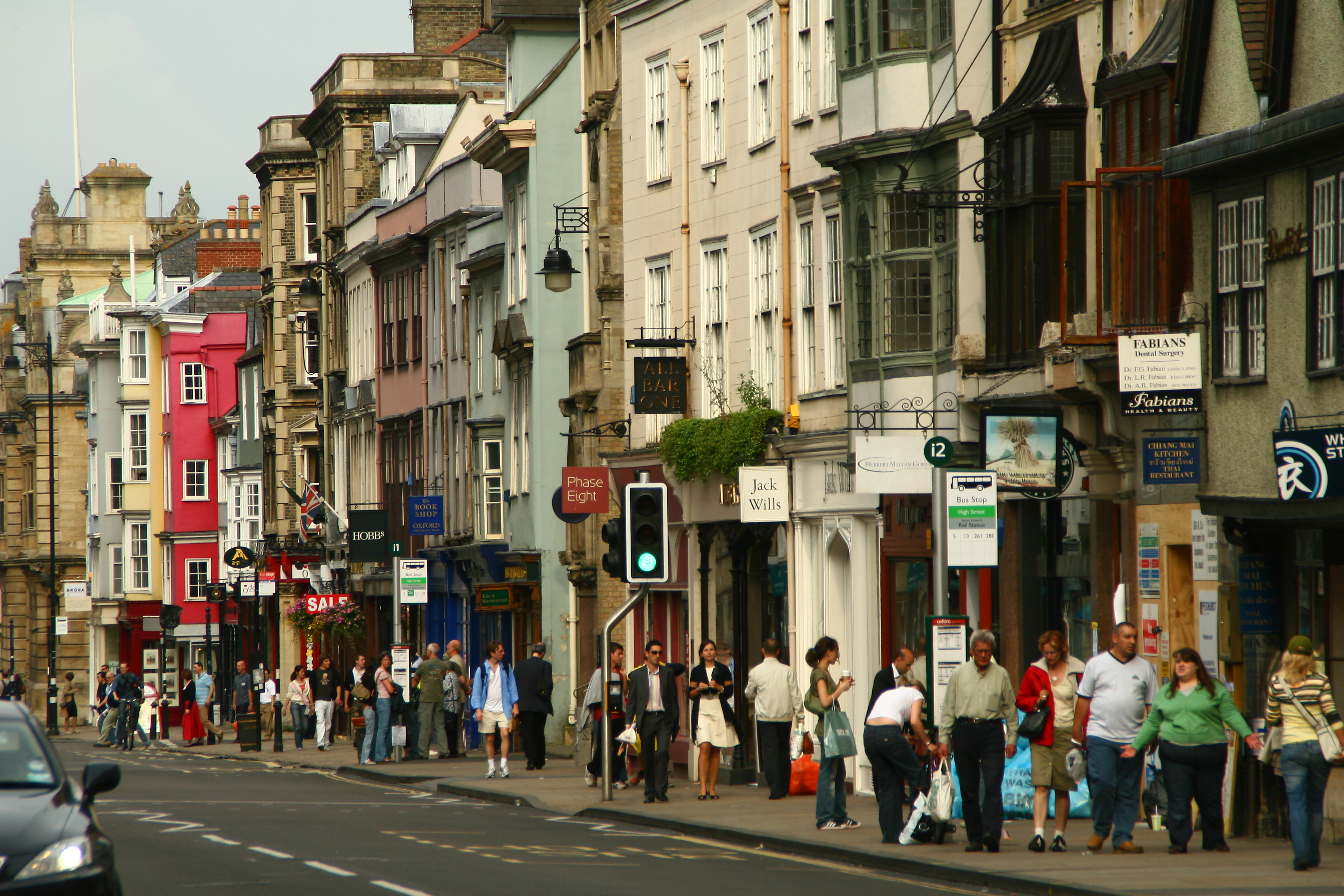
Winkelen in High Street in Oxford
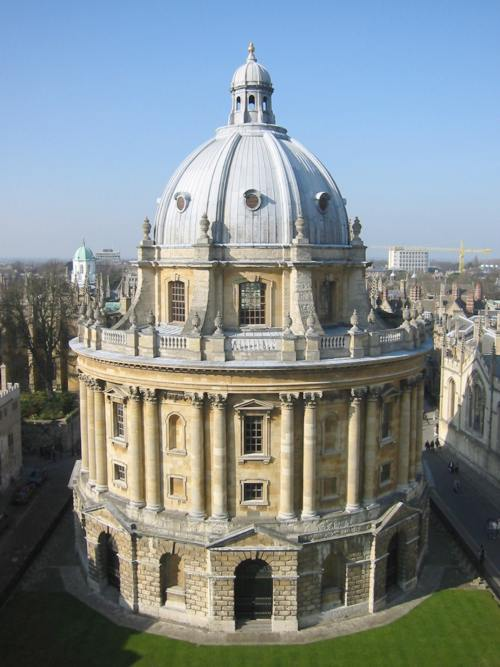
Radcliffe Camera
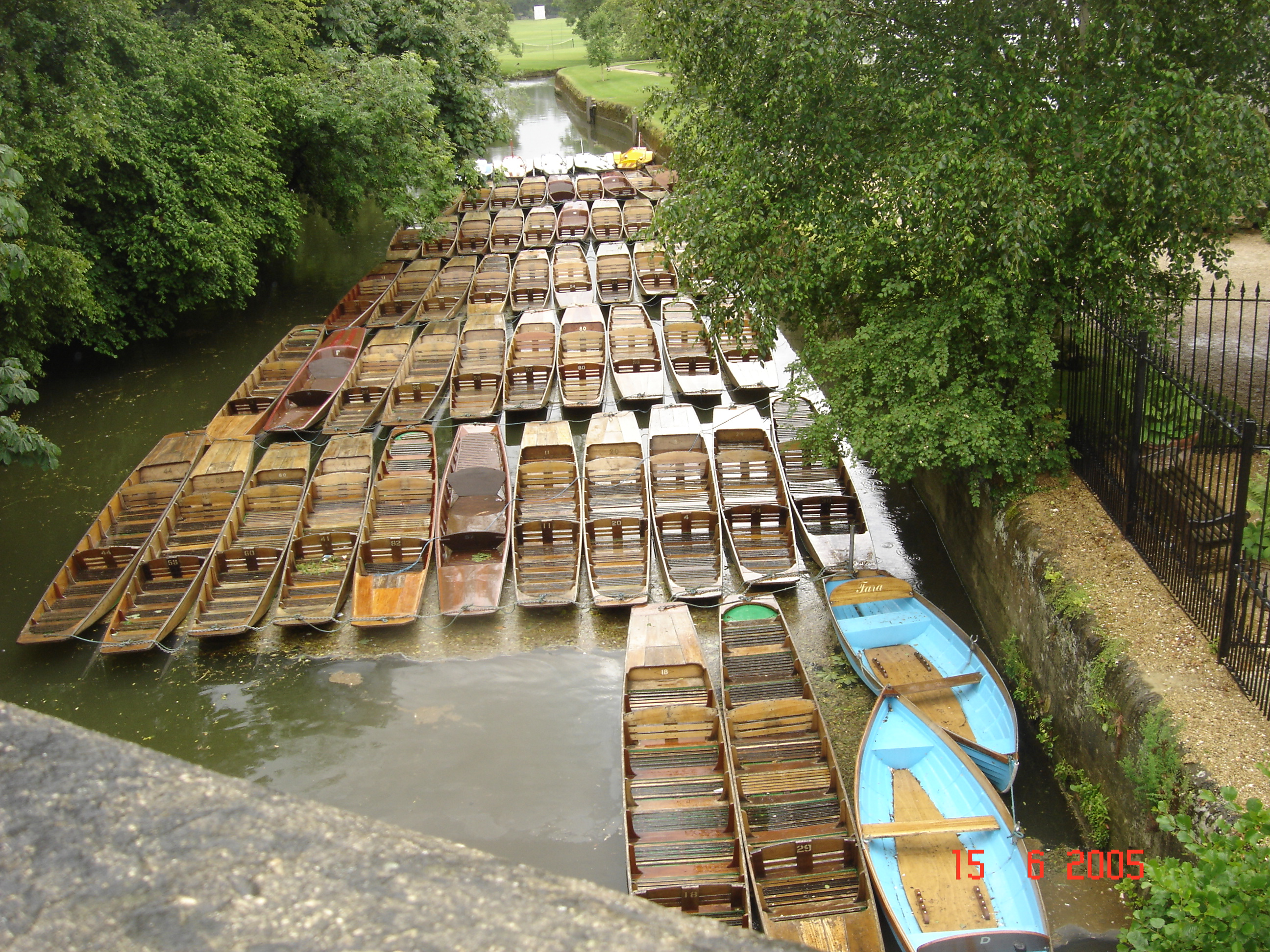
Punters
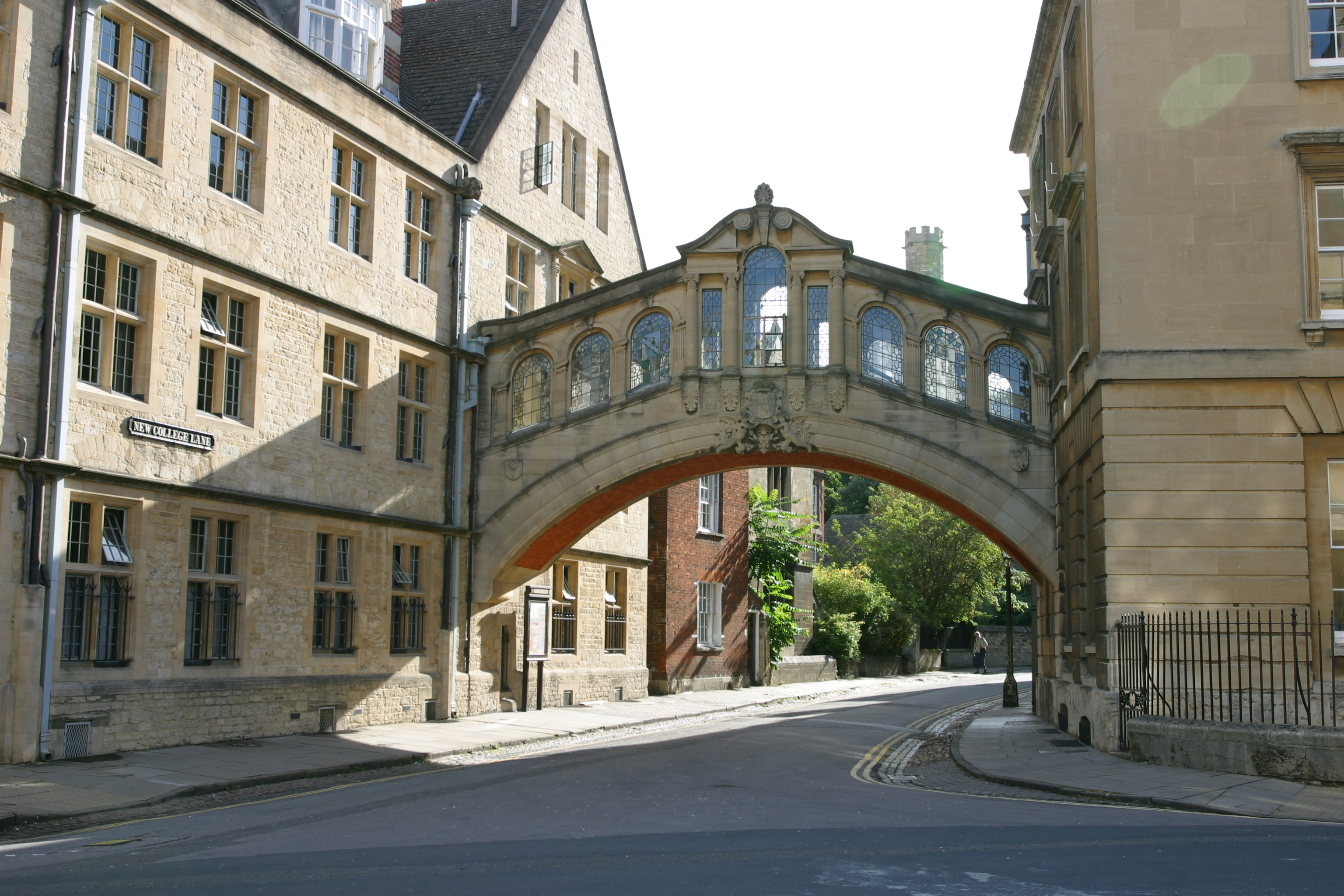
Bridge of Sighs
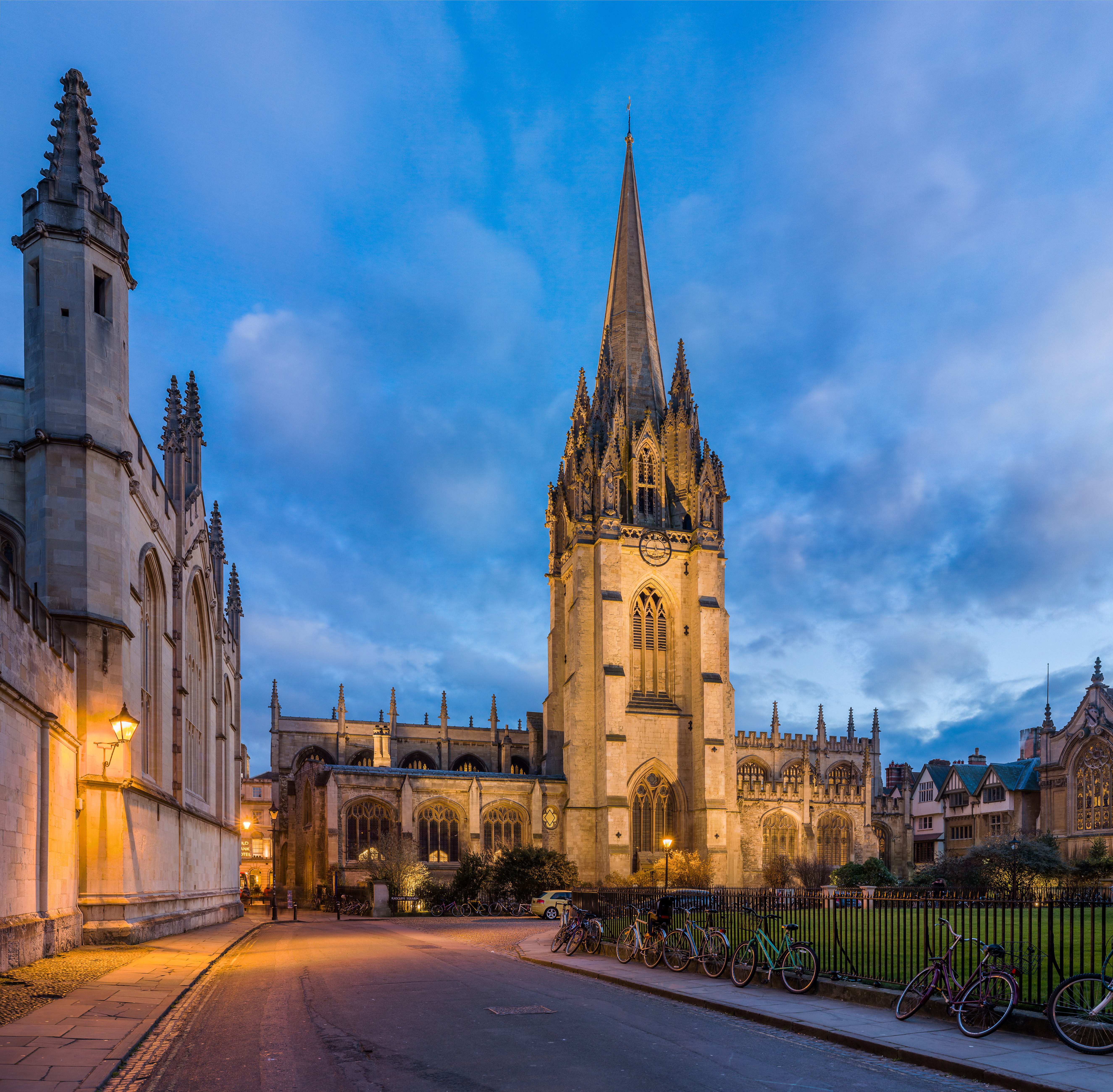
University Church of St Mary the Virgin